# باتريك كيوهان
باتريك كيوهان هو عضو أيرلندي في بعثة روبرت فالكون سكوت إلى القطب الجنوبي في الفترة من 1910 إلى 1913، بعثة تيرا نوفا.

## ولادته ونشأته
ولد باتريك كيوهان في كورتماشيري، مقاطعة كورك، أيرلندا، عام 1879.

## أعماله وانجازاته
لقد قام كيوهان بالعديد من الأعمال
- انضم إلى البحرية الملكية في عام 1895
- ترقى إلى رتبة ضابط صغير في عام 1907
- تم اختياره من قبل تيدي إيفانز للانضمام إلى بعثة تيرا نوفا إلى القارة القطبية الجنوبية في عام 1910
- قاد حصانًا صغيرًا إلى سفح نهر بيردمور الجليدي في الرحلة الجنوبية الرئيسية للرحلة الاستكشافية.
- أصبح جزءًا من مجموعة المناورة المكونة من 12 شخصًا والتي بدأت في الدفع نحو القطب.
- عضو في المجموعة الداعمة الأولى، مع إدوارد إل أتكينسون، وتشارلز س. رايت، وأبسلي شيري جارارد.
- حاول كوهان مع أتكينسون العثور على سكوت وحزبه القطبي وإعادتهم إلى كيب إيفانز من مستودع إمداد وان تون في 27 مارس 1912
- ذهب للبحث عن مجموعة سكوت في 12 نوفمبر، حيث عثر على جثث مجمدة للسكوت، إدوارد أدريان ويلسون، وهنري روبرتسون باورز.
- انضم كيوهان إلى خدمة خفر السواحل في عام 1920
- أصبح ضابط منطقة خفر السواحل في جزيرة مان.
- نُقل إلى جزيرة آيل أوف مان كمسؤول منطقة في محطة رامزي لخفر السواحل في عام 1934.
- تقاعد من خدمة خفر السواحل، وعُيَّنَ مُدرِّسًا في مدرسة "فاليري" السرية للرادار والتلغراف في جزيرة مان. في عام 1941
- عاد إلى البحرية الملكية وخدم في الحرب العالمية الثانية في عام 1945.

## وفاته
توفي كوهان في بليموث عام 1950، عن عمر يناهز 71 عامًا